# کیموبتسو، هوکایدو
کیموبتسو، هوکایدو (به لاتین: Kimobetsu, Hokkaido) یک منطقهٔ مسکونی در ژاپن است که در Shiribeshi Subprefecture واقع شده‌است. کیموبتسو  ۲٬۵۸۰ نفر جمعیت دارد.